# Klonoa Beach Volleyball
Klonoa Beach Volleyball est un jeu vidéo de sport développé et édité par Namco, sorti en 2002 sur PlayStation. S'il s'agit chronologiquement du quatrième jeu de la série Klonoa, Klonoa Beach Volleyball est en fait un spin-off de celle-ci. L'univers est ici utilisé pour un jeu de beach volley et non pour le genre habituel de la série : le jeu de plates-formes.

## Accueil
- Jeuxvideo.com : 10/20[2]